# Gideå-Trehörningsjö församling
Gideå-Trehörningsjö församling är en församling i Örnsköldsviks norra pastorat i Örnsköldsviks kontrakt i Härnösands stift. Församlingen ligger i Örnsköldsviks kommun i Västernorrlands län (Ångermanland).

## Administrativ historik
Församlingen bildades 2014 genom sammanläggning av Gideå församling och Trehörningsjö församling och ingick därefter till 2022 i Arnäs, Gideå och Trehörningsjö pastorat. 1 januari 2022 uppgick församlingen i Örnsköldsviks norra pastorat.

## Kyrkor
- Gideå kyrka
- Trehörningsjö kyrka